# Валандовска акция
Валандовската или Валандовско-удовската акция (на сръбски: Валандовски покољ, в превод Валандовско клане) е въоръжен удар на Вътрешната македоно-одринска революционна организация, осъществен на 20 март 1915 година срещу окупационните сръбски войски в три пункта в югоизточната част на Вардарска Македония. Акцията е в едно от най-големите сражения в историята на ВМОРО.

## Замисъл и цел
Акцията е замислена първоначално като атентат – взривяване на големия железопътен мост на река Вардар при гара Удово. Целите на ВМОРО са няколко – да се прекъсне снабдяването по линията Солун – Скопие на сражаващите се на север с австро-унгарците сръбски части, да се нанесе удар по сръбското присъствие в Боймията, тъй като районът е смятан за гнездо на българщината и пострадва силно от окупационните власти, и на трето място с мащабната акция организацията иска да принуди Сърбия към по-голяма отстъпчивост при решаването на Македонския въпрос, тъй като по това време Сърбия е притискана от съюзниците си от Антантата да отстъпи на България поне безспорната зона, за да може България да се намеси във войната на страната на Съглашението.
Акцията е възложена на войводите Ване Стоянов, Петър Чаулев, Любомир Весов, Стефан Алабаков, Панайот Карамфилович, Тодор Петров, Никола Лефтеров, Туше Скачков и Христо Делчев. Към тях се присъединява и една турска чета, начело с Хюсеин Хаки бей.
През 1915 година Павел Шатев си сътрудничи с Фуат бей, а Петър Чаулев с Чолак Ибрахим бей за съвместни българо-турски акции срещу Гърция и Сърбия, включително за Валандовската акция.

## Ход
Призори на 20 март около 400 четници на организацията, 600 души българска милиция и турската чета нападат три укрепени от сръбски части пункта – Валандово, Пирава и Удово. Към 10 часа бойците на ВМОРО влизат във Валандово, докато сраженията при Пирава и Удово продължават до късно вечерта. В сблъсъка загиват 40 български и турски четници и милиционери и 470 сръбски войници и 7 офицери, а още 353 войници и 8 офицери са пленени.
Във Валандово четите се посрещат възторжено с развети по къщите български знамена. Войводата Любомир Весов на събралия се митинг обявява, че в града е установена българска власт и че Македония в най-скоро време ще бъде освободена от сръбска власт. През нощта на 21 март въоръжените формации на ВМОРО се изтеглят.

## Резултати
Въоръжената акция има широк международен отзвук. Сръбското правителство и другите страни от Съглашението пращат протестни ноти до София, като обвиняват България за организиране на акцията и твърдят, че четите са командвани от български, австрийски и турски офицери. Широката кампания на Сърбия срещу България има за цел да оправдае неотстъпчивостта ѝ в преговорите за отстъпки във Вардарска Македония.
България отхвърля обвиненията и заявява, че вината носи лошото сръбско управление, но пунктовият началник на ВМОРО в Струмица Коце Ципушев е извикан да дава обяснения лично на министър-председателя Васил Радославов, който го предупреждава да „върши внимателно своята работа, за да не бъде излаган престижът на България“.
Във Валандовско сръбската власт започва системен терор над местното българско и турско население – стотици хора са арестувани и измъчвани. В резултат на акцията на ВМОРО над 6000 бежанци бягат в България.
В 1936 година край Удово е построена костница, в която са положени костите на загиналите сръбски войници.